# Liste der Kulturdenkmäler in Heiligenroth
In der Liste der Kulturdenkmäler in Heiligenroth sind alle Kulturdenkmäler der rheinland-pfälzischen Ortsgemeinde Heiligenroth aufgeführt. Grundlage ist die Denkmalliste des Landes Rheinland-Pfalz (Stand: 21. Dezember 2021).

## Einzeldenkmäler
| Bezeichnung                                   | Lage                                         | Baujahr                  | Beschreibung                                                                                      | Bild                           |
| --------------------------------------------- | -------------------------------------------- | ------------------------ | ------------------------------------------------------------------------------------------------- | ------------------------------ |
| Hofanlage                                     | Bergstraße 23 Lage                           | 17. oder 18. Jahrhundert | Streckhof; Fachwerkbau, teilweise massiv, 17. oder 18. Jahrhundert                                | Fotos hochladen                |
| Wohnhaus                                      | Brunnenstraße 3 Lage                         | 18. Jahrhundert          | Fachwerkhaus, teilweise massiv und verkleidet, 18. Jahrhundert                                    | Fotos hochladen                |
| Wohnhaus                                      | Brunnenstraße 4 Lage                         | 18. Jahrhundert          | Fachwerkhaus, teilweise massiv, 18. Jahrhundert                                                   | Fotos hochladen                |
| Katholische Kirche St. Petrus und Marcellinus | Kirchstraße 5a Lage                          | 1782                     | romanischer Westturm, Saal 1782, 1933 erweitert                                                   | weitere Bilder Fotos hochladen |
| Kreuze und Kriegerdenkmal                     | Kirchstraße, bei Nr. 5a Lage                 | ab dem 18. Jahrhundert   | Grabkreuze, 18. Jahrhundert; hölzernes Kruzifix; Kriegerdenkmal des Ersten und Zweiten Weltkriegs | weitere Bilder Fotos hochladen |
| Schlatmühle                                   | Schlatweg 14 Lage                            | 1948/49                  | ehemaliges Mühlenanwesen, 1948/49, Mühlenausstattung vollständig erhalten                         | Fotos hochladen                |
| Steinkreuz                                    | südwestlich des Ortes; Flur Himmelsheid Lage |                          | Wegekreuz; steinernes barockes Kreuz in ländlichen Formen                                         | BW                             |